# Vasileios Pliatsikas
Vasileios Pliatsikas (řecky Βασίλειος Πλιάτσικας; * 14. dubna 1988, Athény) je řecký fotbalový obránce a bývalý reprezentant, od února 2017 hráč řeckého klubu Panionios GSS. Mimo Řecko působil na klubové úrovni v Německu, Rumunsku, na Ukrajině a Slovensku. Nastupuje na postu pravého obránce, případně ve středu obrany.

## Klubová kariéra
Svoji fotbalovou kariéru začal v týmu Argolida 2000. V mládeži dále hrál v mužstvech Diovouniotis a AO Chaidariou, kde se před sezonou 2004/05 propracoval do seniorské kategorie. Po roce se upsal klubu AEK Athény. V létě 2009 zamířil do zahraničí a stal se novou posilou německého týmu FC Schalke 04 hrajícího Bundesligu. V červenci 2011 odešel na hostování do MSV Duisburgu, kde působil rok. V Schalke se příliš neprosadil a nastupoval i rezervu. V létě 2013 v mužstvu skončil a po půl roce bez angažmá zamířil na Ukrajinu, konkrétně do Metalurhu Doněck. Na jaře 2015 nastupoval za rumunskou Astru Giurgiu a následně se vrátil zpět do Metalurhu. Před ročníkem 2015/16 však klub zbankrotoval a Pliatsikas byl bez angažmá. Nové působistě si našel v lednu 2016, kdy zamířil jako volný hráč (zadarmo) do Slovanu Bratislava. Se slovenským týmem, kam přišel jako náhrada za Erika Čikoše, uzavřel smlouvu na dva a půl roku. Ve Slovanu nakonec strávil pouze rok, jelikož se v zimě 2016/17 dohodl na předčasném ukončení kontraktu. V únoru 2017 se vrátil do vlasti a upsal se mužstvu Panionios GSS.

## Reprezentační kariéra
Nastupoval za mládežnické výběry Řecka do 19 a 21 let. V roce 2007 se zúčastnil Mistrovství Evropy hráčů do 19 let v Rakousku, kde mladí Řekové vybojovali stříbrné medaile, když ve finále podlehli Španělsku U19 v poměru 0:1.

### A-mužstvo
V A-mužstvu Řecka debutoval 19. 11. 2008 v přátelském zápase v Pireu proti reprezentaci Itálie (remíza 1:1), na hřiště přišel na poslední dvě minuty utkání. V letech 2008-2011 odehrál celkem pět utkání, ve kterých se střelecky neprosadil.

### Reprezentační zápasy
Zápasy Vasileiose Pliatsikase v A-týmu řecké reprezentace
| 2008                | 1 | 0 |
| 2009                | 3 | 0 |
| 2010                | 0 | 0 |
| 2011                | 1 | 0 |
| Celkem              | 5 | 0 |
| Platí k 18. 4. 2017 |   |   |